# 傑佛遜鎮區 (愛荷華州哈里森縣)
傑佛遜鎮區（英語：Jefferson Township）是位於美國愛荷華州哈里森縣的一個行政鎮區。

## 地方資料
根據2010年美國人口普查的數據，傑佛遜鎮區的面積為108.64平方千米，當中陸地面積為108.33平方千米，而水域面積為0.31平方千米。當地共有人口2008人，而人口密度為每平方千米18.48人。